# Langkawi
Langkawi szigetcsoport Malajzia északnyugati részén, az Andamán-tengerben, a Maláj-félszigettől kb. 30 km-re nyugatra, közel Thaiföld délnyugati határvonalához. A 104 kisebb-nagyobb szigetből álló csoport Kedah maláj állam része.
Gazdasági életében jelentős a turizmus, továbbá a halászat és a gumi (kaucsuk) termesztés.

## Éghajlat
Az évi csapadékmennyiség 2400 mm. A szeptember a legcsapadékosabb hónap, amikor általában több mint 500 mm csapadék hull. A "száraz" évszak (kevesebb csapadékkal) decembertől februárig tart, míg márciustól novemberig az esős évszak.

## Demográfia
| Etnikum  | 2010-ben         | 2010-ben |
| Etnikum  | Népesség számban | Százalék |
| -------- | ---------------- | -------- |
| Maláj    | 79,299           | 83,6%    |
| Kínai    | 4,325            | 4,5%     |
| Indiai   | 1,747            | 1,8%     |
| Egyéb    | 9,406            | 9,9%     |
| Összesen | 94,777           | 100,00%  |

## Fordítás
- Ez a szócikk részben vagy egészben  a   Langkawi című angol Wikipédia-szócikk fordításán alapul.  Az eredeti cikk szerkesztőit annak laptörténete sorolja fel. Ez a jelzés csupán a megfogalmazás eredetét és a szerzői jogokat jelzi, nem szolgál a cikkben szereplő információk forrásmegjelöléseként.